# Далматовы
Не путать с дворянским родом Долматовы-Карповы.
Далматовы (Долматовы) — древний русский дворянский род.

## История рода
Василий-Третьяк Васильевич великокняжеский дьяк (1475—1510), несколько раз послан к иностранным государям в Данию, Литву и к князю Мазовецкому († около 1525), имел брата Фёдора, владели вотчинами в Можайском уезде. Ефимия Полуектовна замужем за князем Афанасием Андреевичем Нагаевым-Ромодановским. Иуда Далматов служил в городовых дворянах по Суздалю (1506). Дмитрий Иванович упомянут (1508—1514). Коломенский городовой дворянин Фёдор Тимофеевич и Фёдор Матвеевич помещики Коломенского уезда (1577). Афанасий Степанович вёрстан новичным окладом по Ярославлю (1596).
Василий Фёдорович и Герасим Никифорович воронежские дети боярские (1620—1623). В коломенской писцовой книге упомянут Андрей Фёдорович (1627—1628). Карп Ефимович вёрстан новичным окладом по Ельцу (1628). Неустрой Далматов владел поместьем в Ярославском уезде (1628). Мария Далматова (урождённая Маркова) владела вотчиной мужа в Московском уезде (1659). Василий Далматов служил стрелецким и казачьим головой (1665). Отставной подключник Кирилл Далматов упоминается (1691).